# Richard Toll
Richard Toll – miasto w północnym Senegalu nad brzegiem rzeki Senegal, około 15 kilometrów na wschód od Rosso. Liczba mieszkańców sięga 70 tysięcy. Główną gałęzią gospodarki miasta jest uprawa trzciny cukrowej.